# Rete tranviaria di Krefeld
La rete tranviaria di Krefeld è la rete tranviaria che serve la città tedesca di Krefeld. È composta da quattro linee.